# Jan Proot
Jan Proot, né le 25 septembre 1741 à Delft et mort le 30 juin 1800 à Leyde, est un homme politique néerlandais.

## Biographie
Jan Proot est un artisan, négociant en huile et en bois de Leiderdorp, près de Leyde. À la faveur de la Révolution batave, il devient conseiller municipal de Leidedorp en janvier 1795 puis est élu, un an plus tard, député de Hazerswoude à la première Assemblée nationale de la République batave, où il siège du côté des unitaristes modérés. Réélu en août 1797, il soutient le coup d'État unitariste de Pieter Vreede le 22 janvier 1798. Après le coup d'État modéré du 12 juin, qui renverse les hommes de Vreede, Proot n'est pas inquiété mais il n'est pas réélu lors des élections générales de juillet et quitte la vie politique.